# Loma (peuple)
Pour les articles homonymes, voir Loma et Toma.
Les Loma ou Toma sont une population mandingue d'Afrique de l'Ouest, vivant en Guinée forestière dans Macentaet alentours et au Liberia – principalement dans le comté de Lofa.

## Ethnonymie
Selon les sources et le contexte, on observe plusieurs variantes : Buzi, Buzzi, Logoma, Loma, Lomas, Looma, Lorma, Toale, Toali, Toa, Tomas, 
Tooma.
Les Loma ont été dénommés « Toma » par l’administration coloniale française qui a repris la terminologie de leurs voisins.

## Langues
Les populations parlent des langues mandées proches, mais différenciées par les linguistes. En 2006 environ 165 000 locuteurs du loma étaient dénombrés au Liberia, pays anglophone. D'autre part 144 000 personnes parlaient le toma en 1991 en Guinée, pays francophone.

## Culture
C'est un peuple forestier dont la société est très hiérarchisée. Loma et Toma ont conservé les religions traditionnelles, mais il y a quelques chrétiens. L'islam est en outre présent chez les Toma de Guinée.[réf. nécessaire]

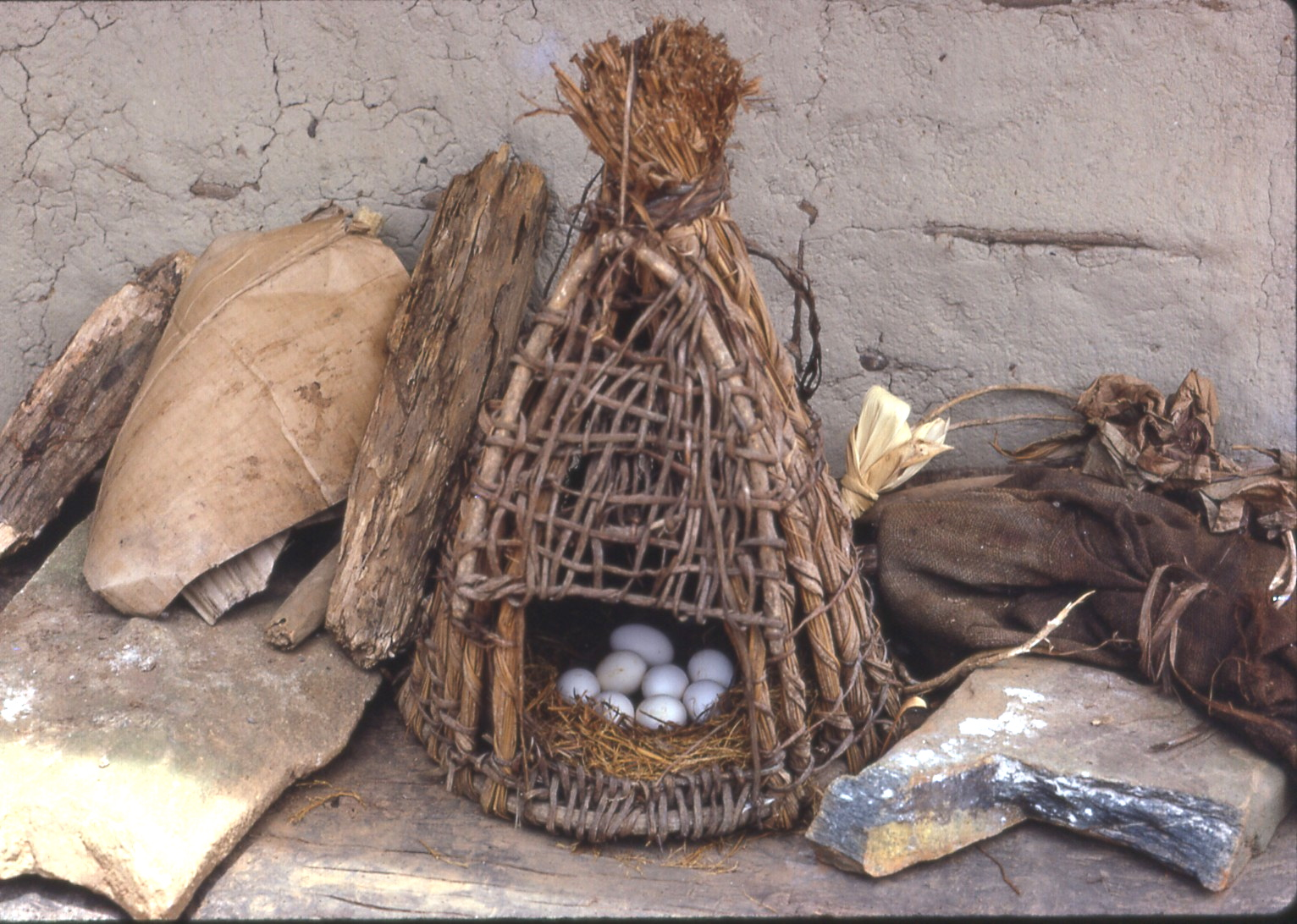
Petit poulailler en pays loma (Liberia)
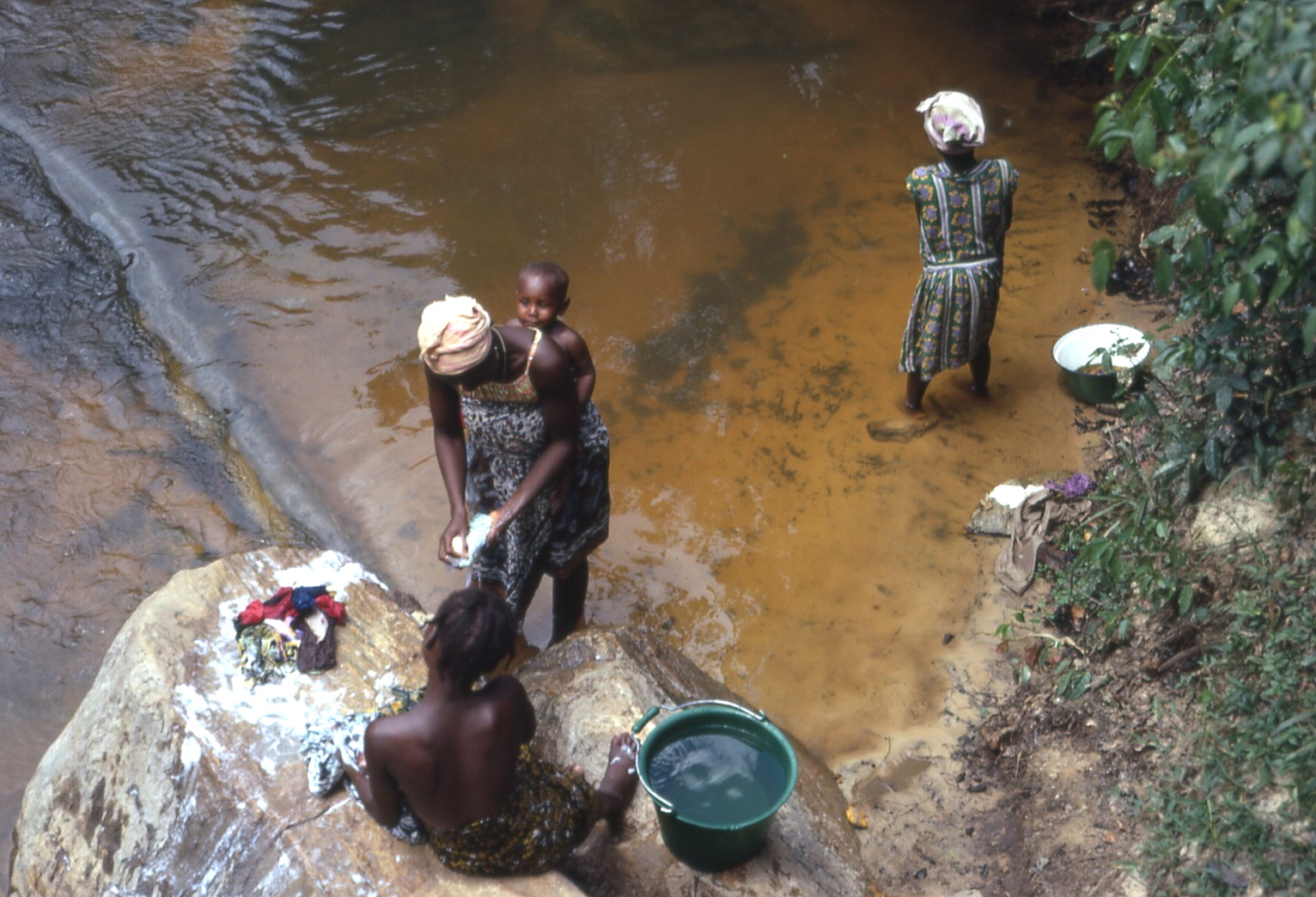
Jour de lessive chez les Loma du Liberia
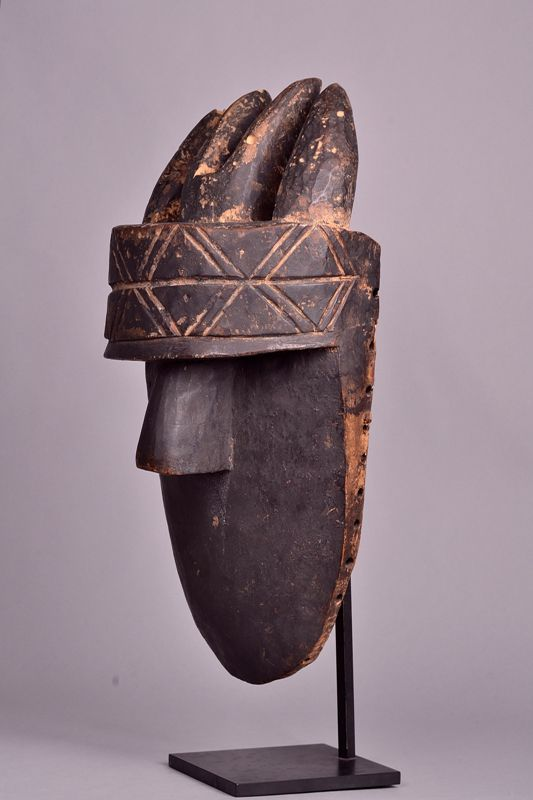
Masque zoomorphe angbai
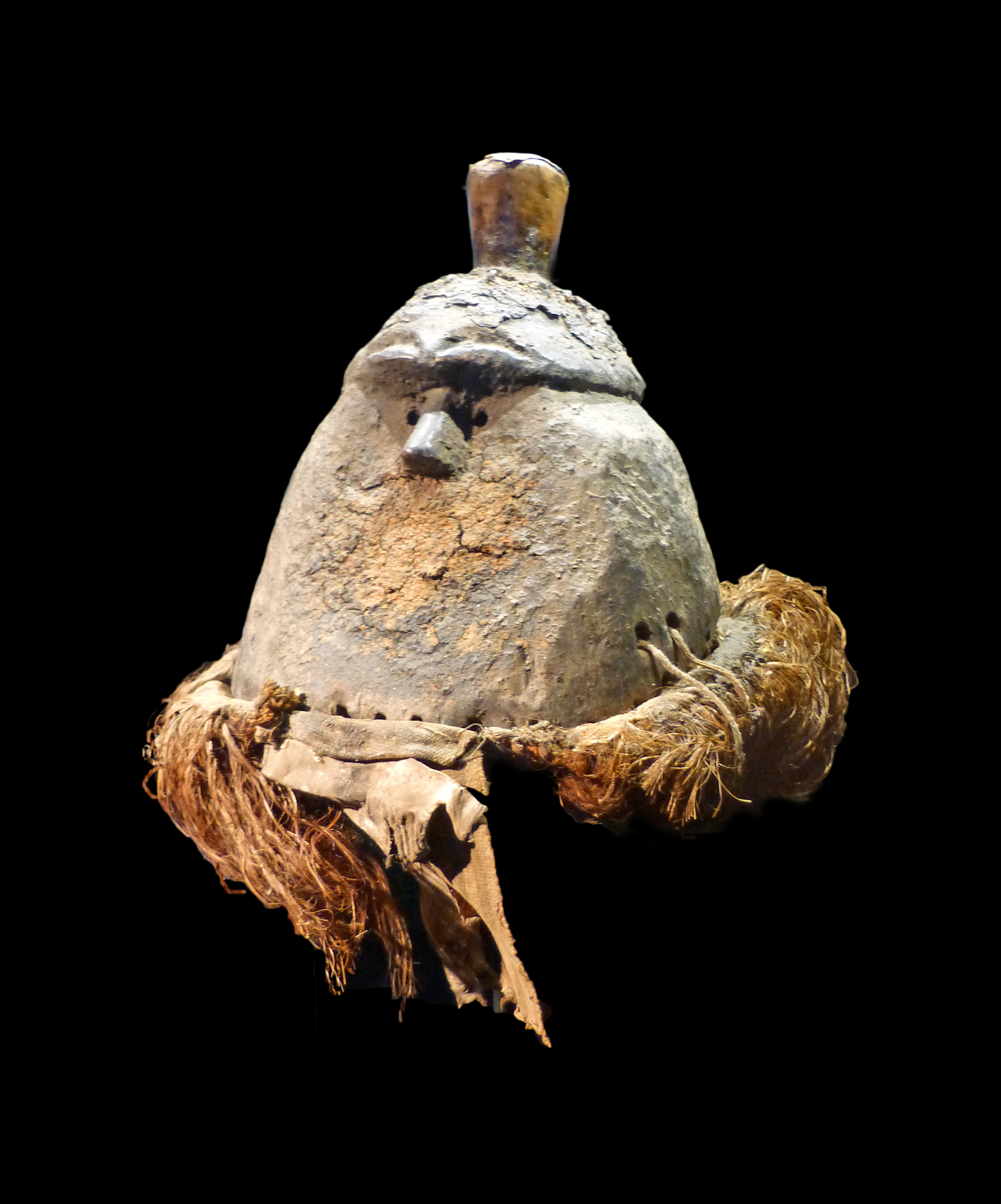
Masque heaume (Guinée)
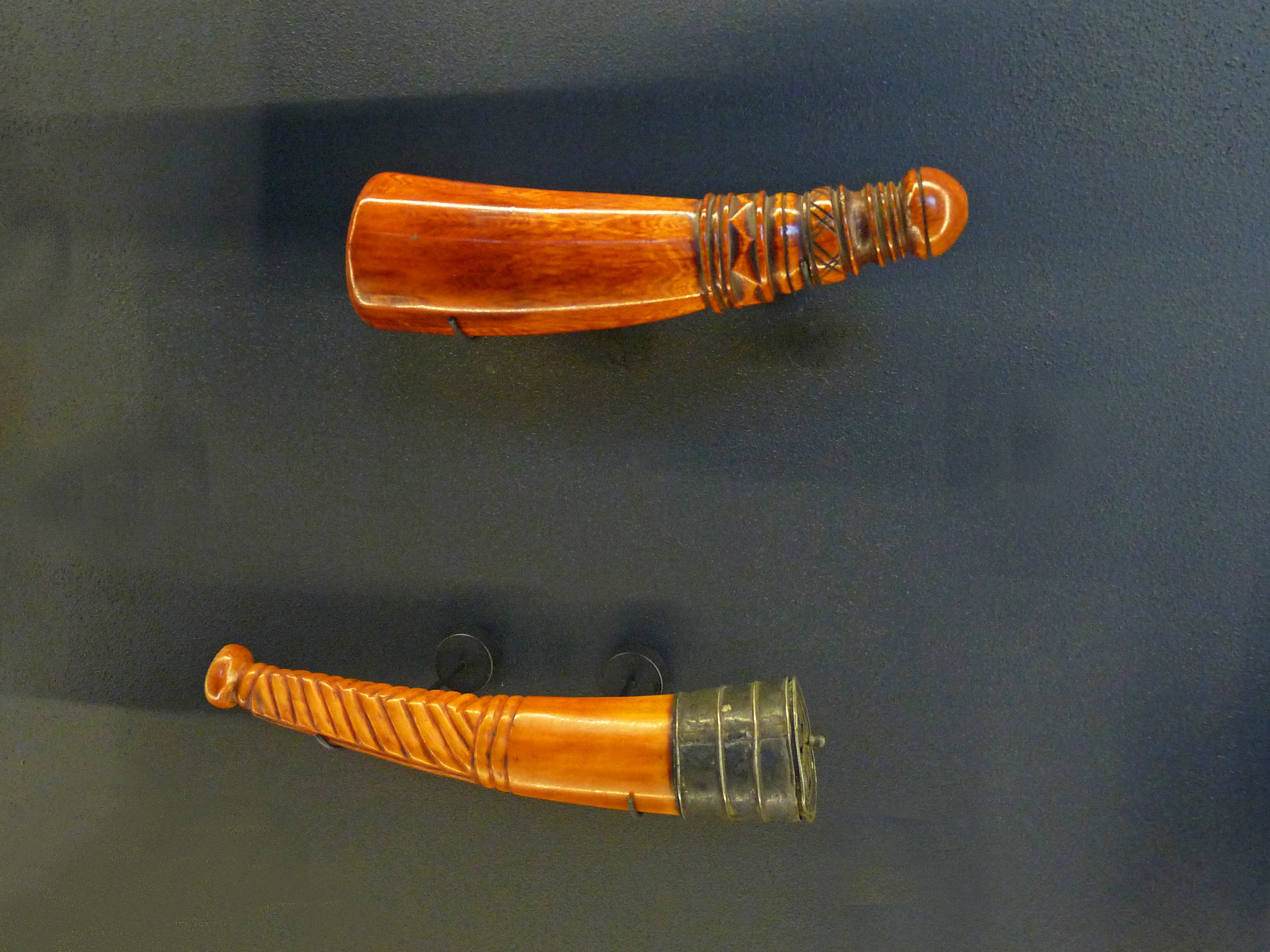
Tabatières toma de la région de Macenta (Guinée)

## Personnalités Loma
- Mohamed Béavogui, fonctionnaire international guinéen
- Morgan Guilavogui, footballeur international guinéen
- Josuha Guilavogui, footballeur international français d'origine guinéenne

### Discographie
- Musique toma, enreg. de Pierre-Dominique Gaisseau, Jean Fichter et Tony Saulnier ; publ. sous la direction de Gilbert Rouget, Vogue, Paris, 1972, 1 disque 33 t + 1 livret bilingue de 7 p. (enregistrements réalisés au cours de deux voyages en Guinée en 1952 et 1953)